# Aufschiebling

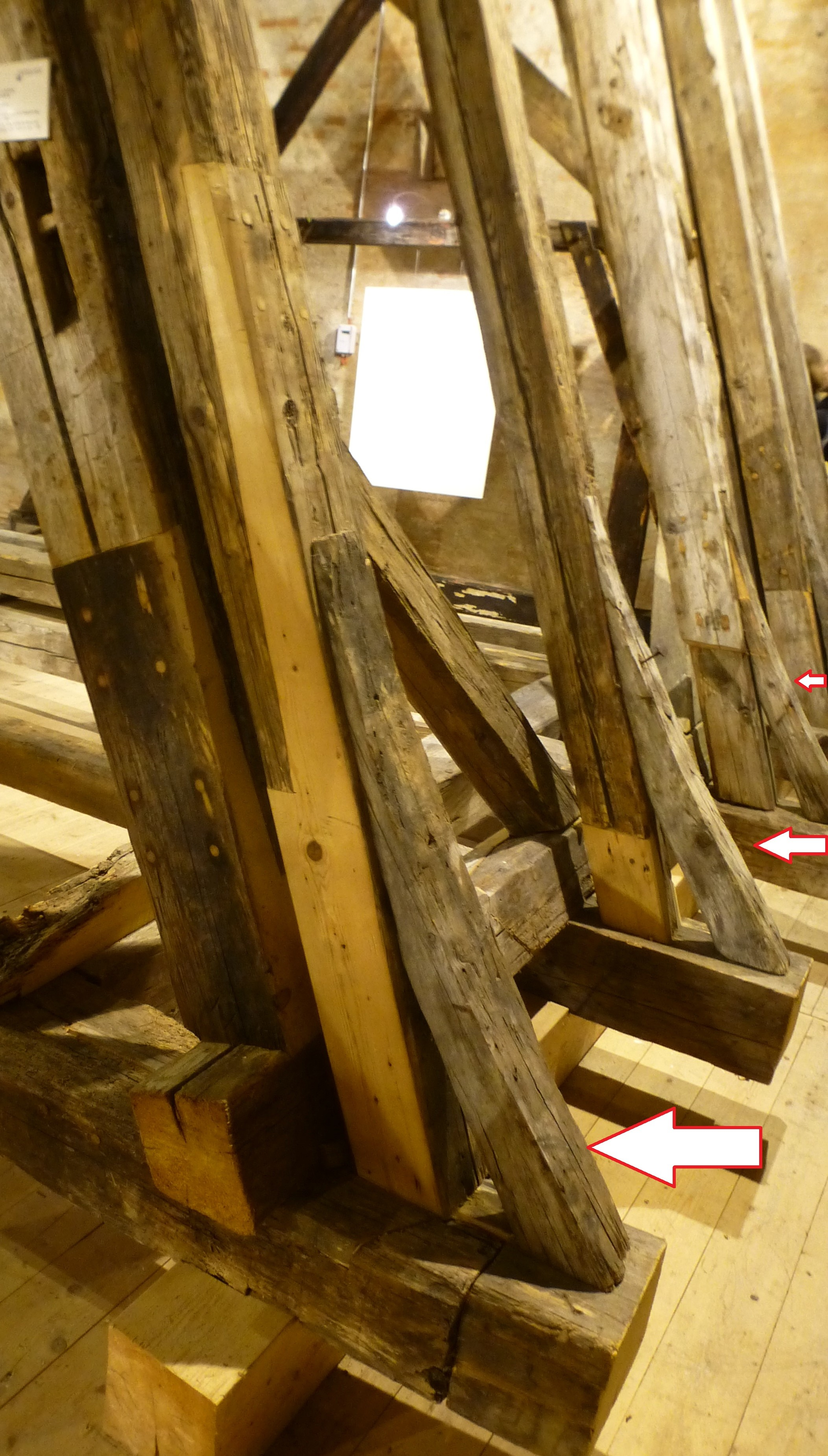
Drei Aufschieblinge an einem Mansarddach (Bauteilesammlung des Bayerischen Landesamtes für Denkmalpflege, Kloster Thierhaupten)

Der Aufschiebling (früher auch Traufhaken, Tripphaken, Eßhaken) deckt bei Sparrendächern das Vorholz, das bei der Versatzung zur Sicherung des Sparrenfußes stehen bleibt und überdacht den Vorsprung für eine einheitliche Dachfläche. Ist der Aufschiebling seitlich an die Sparren angenagelt, heißt er auch Anschiebling oder Anschieber.

## Konstruktion
Bei historischen Sparren- oder Kehlbalkendächern ist der Aufschiebling auf den Sparren genagelt und überdacht den Vorholzbereich von Deckenbalken, wodurch seine Neigung flacher als die übrige Dachneigung ausfällt. 
Der Aufschiebling sitzt unten mit einer Kerve auf dem Deckenbalkenkopf und bildet in seiner unteren Verlängerung nach außen den Dachüberstand der Traufe. Oben schmiegt sich der Aufschiebling mit einer langen Schmiege auf den zugehörigen Sparren auf, so dass er ‚aufgeschoben‘ ist. Wo die Oberkante des Aufschieblings mit der Oberkante des Sparrens zusammentrifft, entsteht ein typischer Knick („Dachbruch“) in der Dachfläche, wodurch sich in der Regel historische Sparren- und Kehlbalkendächer schon äußerlich erkennen lassen, ohne die Dachkonstruktion im Innern zu sehen. 
Die Verwendung von Aufschieblingen war insbesondere bei steilen Dächern gebräuchlich, also auch beim unteren Geschoss der Mansarddächer und bei Turmhelmen.
Auch bei modernen Pfettendächern kann ein Aufschiebling notwendig werden, wenn der Sparren mit seinem Kopf nicht den Dachüberstand bildet, sondern als Fuß auf der Decke (Balkenlage oder Betondecke) aufsitzt, so dass ebenfalls eine Überdachung zur Traufe erforderlich wird.
Im Knickbereich des Dachbruchs soll der Übergang weich und fließend ausgeführt sein, damit die Dachdeckung dicht bleibt und Wasser effektiv abgeleitet wird.

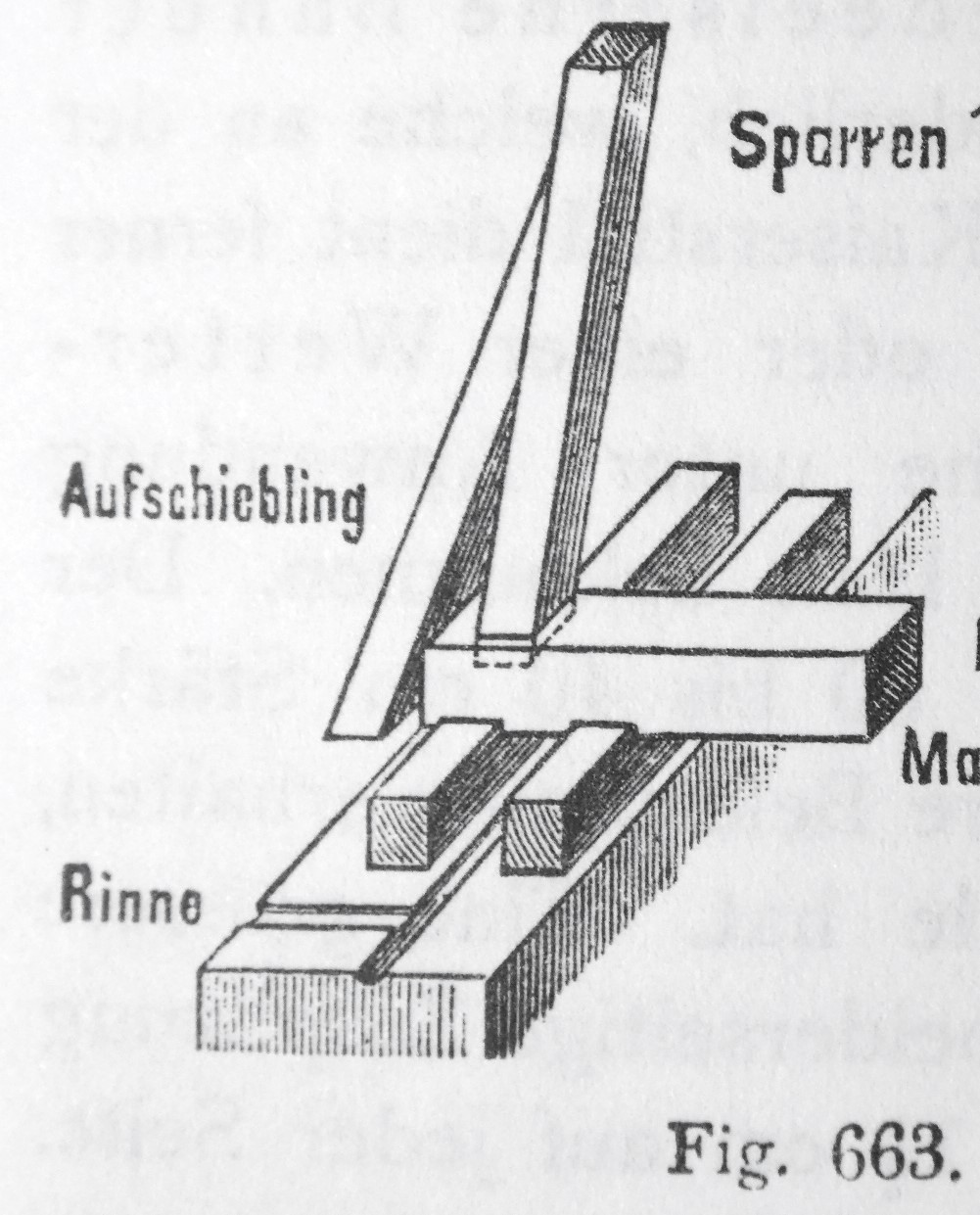
Prinzipskizze eines Turmdach-Fußpunktes mit Auschiebling (Franz Stade, 1904[6])
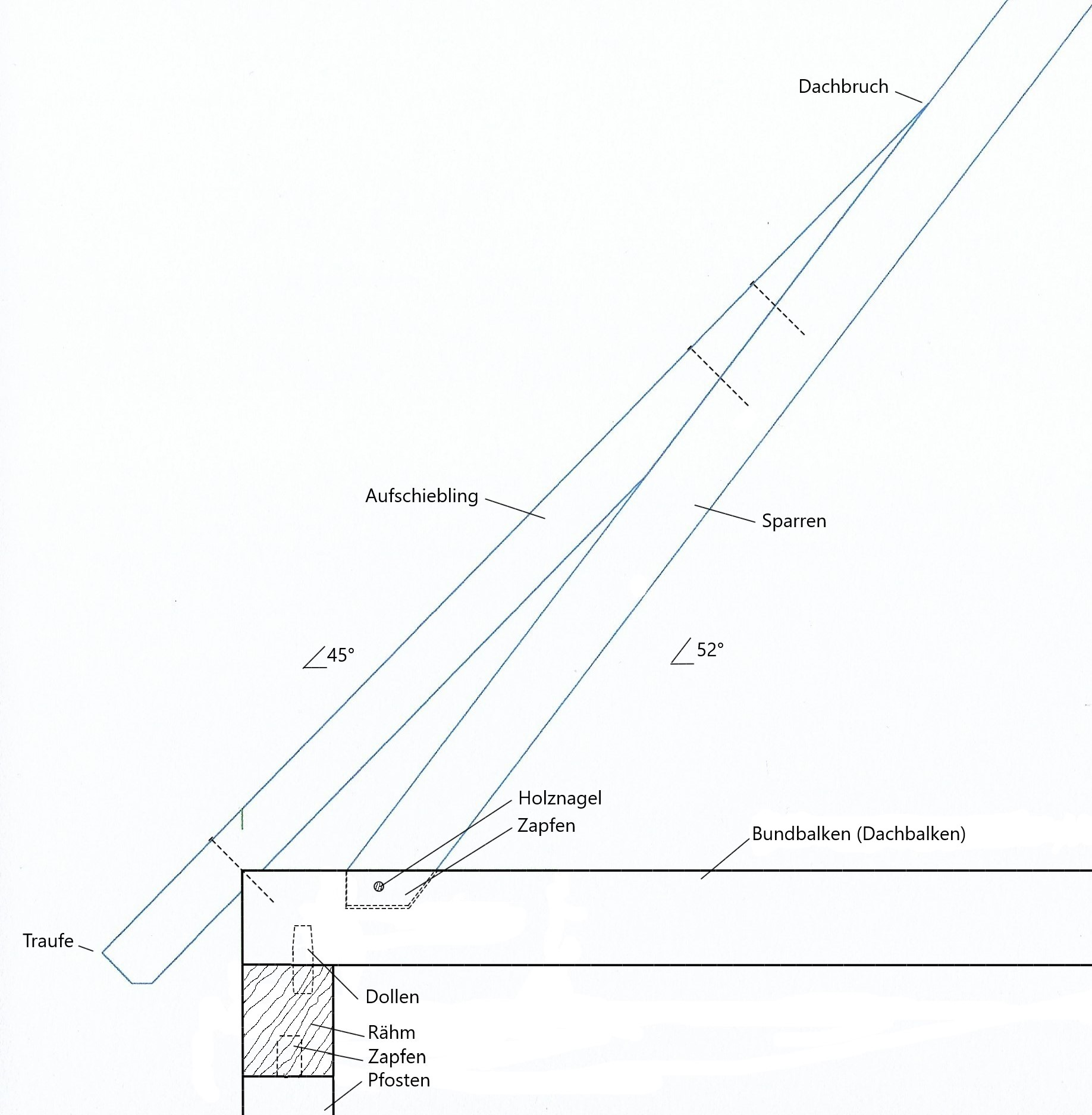
Fußpunkt eines historischen Sparrendachs mit Aufschiebling
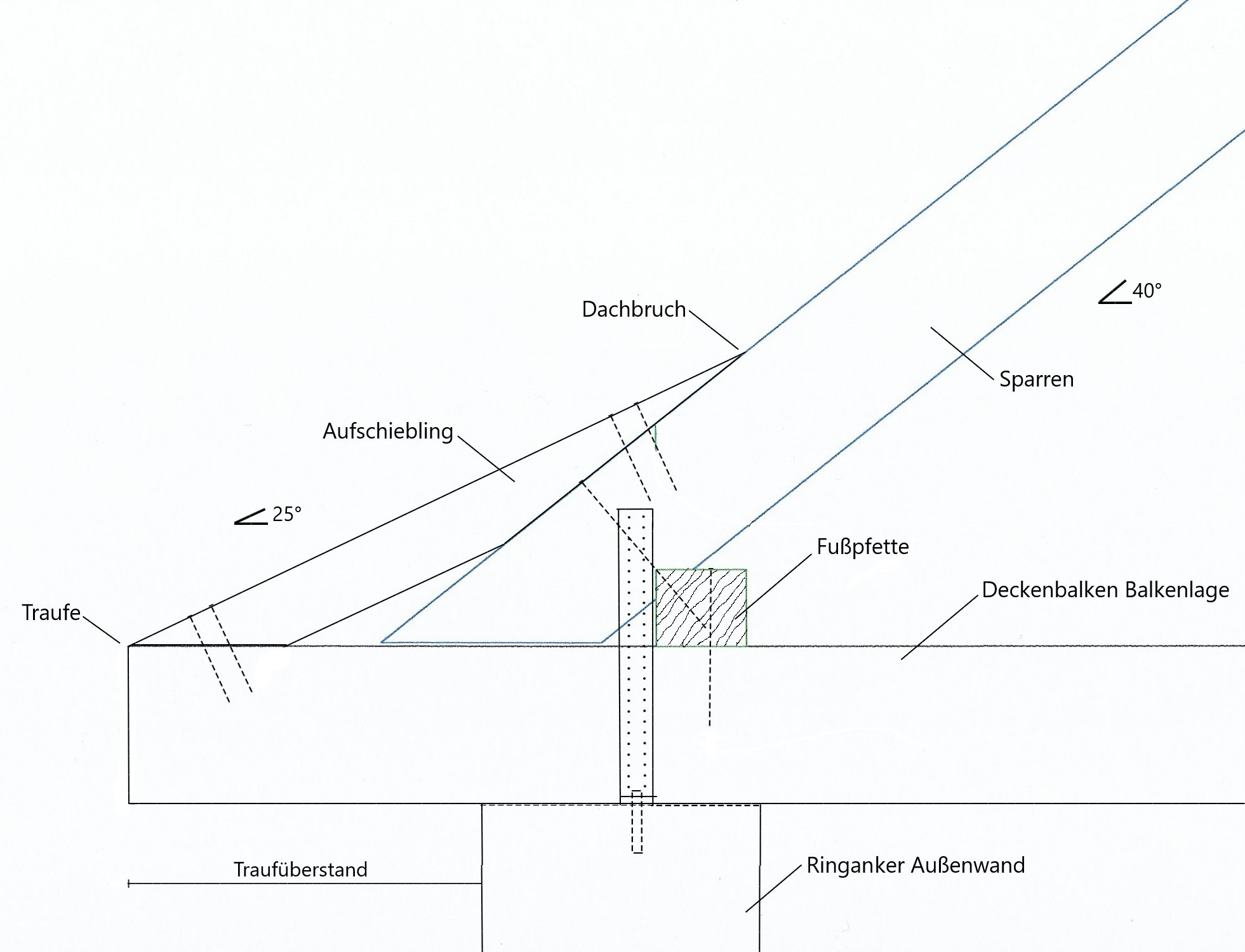
Fußpunkt eines Pfettendachs mit Aufschiebling
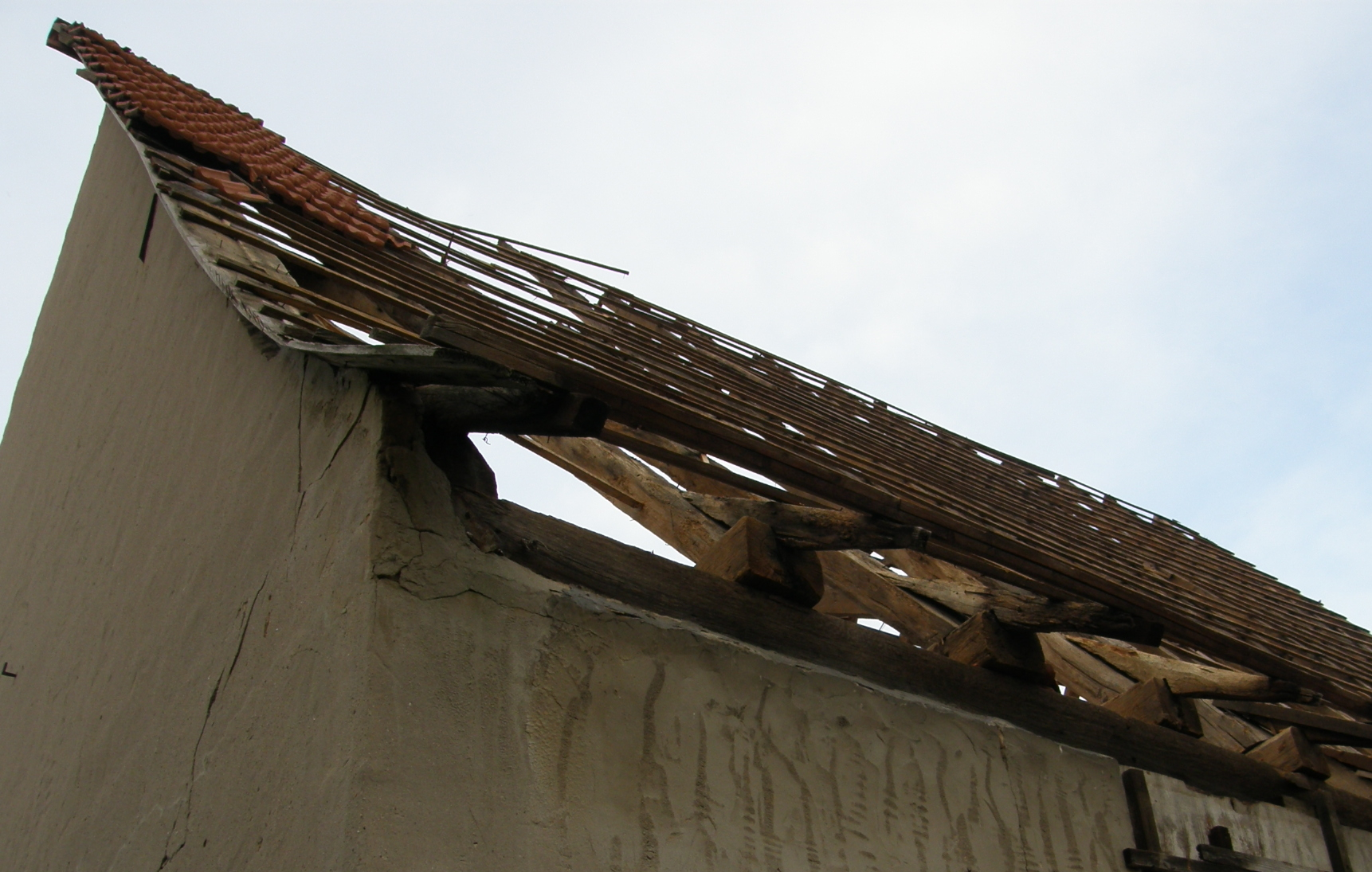
Blick unter die Traufe eines Sparrendaches: Aufschieblinge sitzen mit der Kerve auf den Dachbalken auf und sind mit langer Schmiege auf die Sparren aufgeschoben